# 프랑코스 로드리게스역
프랑코스 로드리게스 역(스페인어: Francos Rodríguez)은 마드리드 지하철 7호선의 역이다. 마드리드 몽클로아아라바카 구의 파블로 이글레시아스 대로와 프랑코스 로드리게스 거리가 만나는 교차로 지점에 위치해 있다. 요금구역상으로는 A구역에 속한다.

## 역사
1999년 2월 12일 7호선의 카날 - 발데사르사 구간 연장과 함께 문을 열었다.

## 환승 정보
역 주변에 시내버스 정류장이 네 곳 있다.
버스
- 시내버스
  - 44, 64, 126, 127, 128, 132번 노선 (주간)
  - N21번 노선 (야간)

지하철
| 마드리드 지하철                       | 마드리드 지하철       | 마드리드 지하철   |
| ------------------------------------- | --------------------- | ----------------- |
| 구스만 엘 부에노 오스피탈 델 에나레스 | 마드리드 지하철 7호선 | 발데사르사 피티스 |